# Lasioglossum leviense
Lasioglossum leviense är en biart som först beskrevs av Mitchell 1960. Den ingår i släktet smalbin och familjen vägbin. Inga underarter finns listade i Catalogue of Life. Arten förekommer i sydöstra USA.

## Beskrivning
Det breda huvudet och mellankroppen är metalliskt blågröna till blå. Antennerna är mörkbruna med undersidan av den yttre delen brungul. Munskölden är mörkbrun på den övre halvan; hos hanen är även den nedre kanten mörkbrun. Vingarna är halvgenomskinliga med ljust brungula ribbor. Benen är till största delen bruna med brungula fötter. Bakkroppen är mörkbrun med genomskinligt brungula bakkanter. Som de flesta smalbin är arten liten, med en kroppslängd på 3,8 till 4,5 mm hos honan, 3,1 till 3,6 mm hos hanen.

## Utbredning
Utbredningsområdet omfattar USA:s sydöstra hörn, från norra Florida över Georgia till Mississippi. Lasioglossum leviense betraktas som en ovanlig art.

## Ekologi
Arten är polylektisk, den flyger till blommande växter från flera familjer, i det här fallet flockblommiga växter (som släktet Zizia) och slideväxter (som Persicaria hydropiperoides).